# احمد معین
احمد معین یک بازیکن فوتبال ایرانی تبار اهل قطر است که در پست هافبک برای  باشگاه فوتبال الدحیل در لیگ ستارگان قطر بازی می‌کند.
وی در سال ۲۰۱۴ بهترین بازیکن جوان سال فوتبال آسیا شد.